# Конак код Хилмије
Конак код Хилмије је босанскохерцеговачка хумористичка телевизијска серија, која је снимана 2017. и 2018. године у продукцији ФИСТ-а, а са приказивањем почела 7. маја 2018. на каналу Топ ТВ (данашња Нова). Режисер серије је Елмир Јукић, док сценарио потписује Феђа Исовић.
Главне улоге играју Емир Хаџихафизбеговић као Хилмија Фрљ и Тарик Филиповић као Штурмбанфирер Шилинг, док су у осталим улогама Игор Скварица, Марко Циндрић, Алмир Курт, Милена Васић, Дарко Томовић, Илир Тафа, Марија Пикић, Аднан Омеровић, Миодраг Трифунов и Бојан Перић.
За територију Босне и Херцеговине серија се емитује на Нова, а за територију Црне Горе на Нова. Од 2. фебруара 2019. године у Србији серија се земаљским сигналом емитовала на О2 ТВ.
Пројекат представља својеврсни наставак вишегодишње серије Луд, збуњен, нормалан истог сценаристе, а која је смештена у исти филмски универзум. Наиме, у једном од каснијих циклуса Луд, збуњен, нормалан, ликови почињу са снимањем сопствене серије под називом „Биртија из које је кренула револуција”, која је по улогама и садржају сасвим сродна Конаку код Хилмије.

## Радња
Радња серије је смештена у окупирано Сарајево у Другом светском рату. У Конак код Хилмије навраћају сви: од комунистичких илегалаца, усташа, четника, војника ханџар дивизије, па све до немачких војника и команданта града Штумбафирера Шилинга, где једни другима испред носа кују завере у којима националне тензије постају мање битне од личног материјалног интереса. Радњу ће додатно зачинити и двојица рудара, партизански илегалци сакривени у подруму конака, који имају задатак да ископају тунел до немачког складишта оружја.

## Епизоде

### Сезона 1 (2018)
Прва сезона је се почела приказивати почетком маја 2018. године.
| Бр. еп. (сер./сез.) | Наслов                                                             | Премијера     |
| ------------------- | ------------------------------------------------------------------ | ------------- |
| 1 / 1               | Die Ankunft des Sturmbannführer (срп. Долазак Штумбафирера)                            | 7. мај 2018.  |
| 2 / 2               | Graben des Tunnels (срп. Копање тунела)                                         | 14. мај 2018. |
| 3 / 3               | Die Ankunft des Königs (срп. Долазак краља)                                     | 21. мај 2018. |
| 4 / 4               | Wo ist der Keller? (срп. Где је подрум?)                                         | 28. мај 2018. |
| 5 / 5               | Ich glaube wir haben Schwule in diesem Hotel (срп. Мислим да имамо геја у овом хотелу)               | 4. јун 2018.  |
| 6 / 6               | Die Läufe müssen vor dem Kampf geölt werden (срп. )                | 11. јун 2018. |
| 7 / 7               | Kampf um den Deutschen (срп. Борите се за Немце)                                     | 18. јун 2018. |
| 8 / 8               | Fortgeschrittene Technik aus Kroatien (срп. Напредна технологија из Хрватске)                      | 25. јун 2018. |
| 9 / 9               | Jemand ist schuldig, deshalb muss jemand erschossen werden (срп. ) | 2. јул 2018.  |
| 10 / 10             | Des Führers Geburtstagsfeier (срп. Фирерова рођенданска забава)                               | 9. јул 2018.  |

### Сезона 2 (2018−2019)
Друга сезона је се почела приказивати почетком октобра 2018. године.
| Бр. еп. (сер./сез.) | Наслов                                                                 | Премијера          |
| ------------------- | ---------------------------------------------------------------------- | ------------------ |
| 11 / 1              | Such nach Hagada aus Sarajevo (срп. Тражите Хагаду у Сарајеву)                                  | 3. октобар 2018.   |
| 12 / 2              | Heinrich Himmlers Ankunft (срп. Долазак Хајнрих Химлера)                                      | 10. октобар 2018.  |
| 13 / 3              | Ohne Kultur gibt es keine Revolution (срп. Без културе нема револуције)                           | 17. октобар 2018.  |
| 14 / 4              | Ein nasser Fetzen ist das beste Mittel gegen die Kopfschmerzen (срп. Мокра крпа је најбоље средство против главобоље) | 24. октобар 2018.  |
| 15 / 5              | Der Tunnel ist endlich fertig. Aber... (срп. Тунел је коначно спреман. Али...)                         | 31. октобар 2018.  |
| 16 / 6              | Grosser Immobilienabverkauf (срп. Велика продаја некретнине)                                    | 7. новембар 2018.  |
| 17 / 7              | Auf der Suche nach dem heiligen Buch - Teil 2 (срп. Потрага за светом књигом - други део)                  | 14. новембар 2018. |
| 18 / 8              | Der Prinz hat sich in die Hosen gemacht (срп. Принц се унередио у панталоне)                        | 21. новембар 2018. |
| 19 / 9              | Deutsche Medizin um mit dem Rauchen aufzuhören (срп. )                 | 28. новембар 2018. |
| 20/10               | Deutsche Offensive am bosnischen Fluss (срп. )                         | 5. децембар 2018.  |
| 21/11               | Domino Turnier und Reizwäsche (срп. )                                  | 12. децембар 2018. |
| 22/12               | Die Ankunft des Kommissares für homosexuelle Angelegenheiten (срп. )   | 19. децембар 2018. |
| 23/13               | Ankunft der amerikanischen Delegation (срп. Долазак америчке делегације)                          | 26. децембар 2018. |
| 24/14               | Zwei Sekretärinen von SKOJ (срп. Две секретарке СКОЈ-а)                                     | 2. јануар 2019.    |

## Улоге
| Глумац                | Улога                    |
| --------------------- | ------------------------ |
| Емир Хаџихафизбеговић | Хилмија Фрљ              |
| Тарик Филиповић       | Штурмбанфирер Шилинг     |
| Марко Циндрић         | Сатник Крешимир          |
| Игор Скварица         | Дурмиш                   |
| Мирјана Јагодић       | Баба Зорка               |
| Дарко Томовић         | Божо Божовић Португалац  |
| Алмир Курт            | Мустафа Зулфепустампашић |
| Илир Тафа             | Агим Ругоба              |
| Марија Пикић          | Азра Фрљ                 |
| Бојан Перић           | Владимир Перић Валтер    |
| Милена Васић          | Рахаела Кохен            |
| Семир Кривић          | Јован Прдимах            |
| Јана Стојановска      | Даворјанка Пауновић      |
| Ријад Гвозден         | Гидра                    |
| Марко Гверо           | четник Радован Лепиња    |
| Дино Сарија           | Ивица Нагузић            |
| Џек Димич             | пуковник Форд            |
| Дамир Никшић          | Ђовани Ферари            |
| Аднан Омеровић        | Крхки                    |
| Миодраг Трифунов      | Фрљока                   |
| Емир Капетановић      | Васо Мискин Црни         |
| Дамир Кустура         | сликар Страјо Јовановић  |
| Тарик Џинић           | Изет Фазлиновић          |
| Алиса Чајић-Дрмач     | Ранка                    |
| Сеад Пандур           | фотограф Зис             |
| Иман Фагин            | СКОЈ-евка стриптизета    |
| Иман Аљовић           | СКОЈ-евка стриптизета    |